# Bússola pasilalínica-simpática

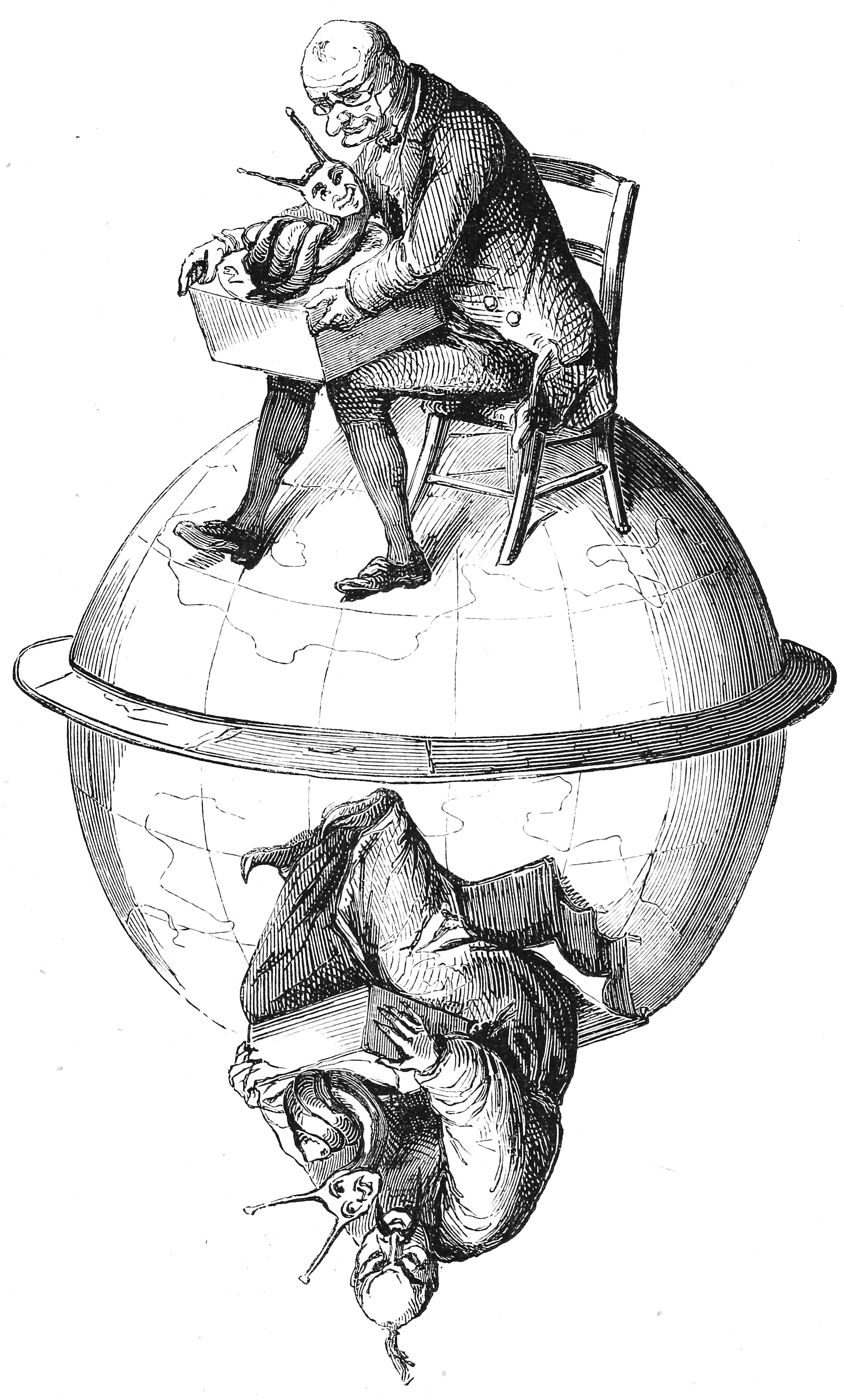
Imagem do Dictionnaire Infernal, 1863

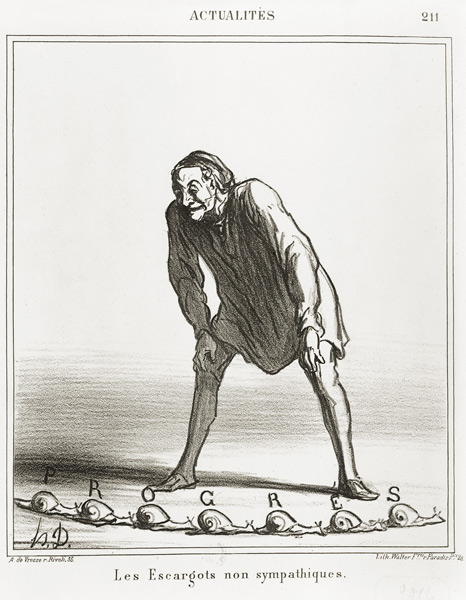
Caricatura de Honoré Daumier (1869)

A bússola pasilalínica-simpática (em francês: Boussole pasilalinique sympathique; "pasilalínico" significando "conversa ou linguagem universal"; do grego pas, "todo", e lalia, "conversa"), também conhecida como telégrafo de caracol, foi um dispositivo construído para testar a hipótese de que os caracóis criavam um vínculo telepático permanente quando acasalam. O dispositivo foi desenvolvido pelo ocultista francês Jacques-Toussaint Benoît (de l'Hérault), com a suposta assistência de um colega americano, Monsieur Biat-Chrétien na década de 1850.

## A hipótese
Benoit afirmou que quando os caracóis acasalam, um "fluido escargôtico" etérico formaria um elo telepático permanente entre eles. Este fluido constituiria um fio invisível que mantém os caracóis em “comunicação simpática” através do uso de magnetismo animal, semelhante a uma corrente elétrica pulsando ao longo dele. Eles alegaram que esse método funcionaria instantaneamente, sem fio, a qualquer distância e seria mais confiável do que um telégrafo.
Esta não foi a primeira tentativa de criar uma forma de comunicação simpática. Há histórias de rosacruzes cortando pedaços da carne de seus braços e transplantando-os para outra pessoa, com o alfabeto tatuado na pele. Ao usar uma agulha magnetizada para furar as letras que desejavam comunicar, esperavam que a telepatia seria alcançada. Foi com base nessas histórias que Benoit construiu sua teoria. William Brooke O'Shaughnessy foi um telegrafista proeminente que fez experiências com o uso de pele humana para enviar e receber mensagens.

## O aparelho
Benoit não tinha capital financeiro suficiente para construir seu projeto. Benoit convenceu Hippolyte Triat, gerente de um ginásio de Paris, a lhe dar alojamento e uma mesada, tendo-lhe ensinado a importância de sua descoberta. Depois de um ano, a paciência de Triat acabou e ele exigiu ver um modelo funcional.
O aparelho consistia em um andaime de vigas de madeira de cerca de 3 metros de comprimento que sustentavam tigelas de zinco forradas com um pano embebido em uma solução de sulfato de cobre; o pano era mantido no lugar por uma linha de cobre. No fundo de cada uma das 24 bacias havia um caracol, colado no lugar, e cada um associado a uma letra diferente do alfabeto. Um segundo dispositivo idêntico continha os caracóis emparelhados. Para transmitir uma carta, o operador tocava em um dos caracóis. Isso deveria causar uma reação no caracol correspondente, que poderia então ser lido pelo operador receptor.

## Demonstração
Em 2 de outubro de 1850, Benoit convidou Triat e seu amigo Jules Allix, um jornalista do La Presse. Ele primeiro pediu a Triat e depois a Allix que ficassem em uma estação e soletrassem uma palavra – ele então lhes diria qual era a palavra lendo do lado receptor. No entanto, a transmissão era imprecisa, com ele supostamente recebendo erros como “gymoate” em vez de “gymnase”, e Benoit caminhava continuamente entre os dois dispositivos, alegando que era necessário supervisionar seus assistentes para garantir que eles estivessem tocando e lendo os caracóis corretamente. Triat começou a suspeitar que era uma farsa. Allix, no entanto, foi convencido pela demonstração e escreveu um artigo cheio de elogios à criação de Benoit, que apareceu em La Presse em 25 e 26 de outubro de 1850. Nele, afirmou que o novo meio de transmissão era baseado na "simpatia galvano-magnética-mineral-animal e adâmica" ("sympathie-galvano-magnétique-minérale-animal et adamique") e que ele traria a possibilidade de juntar mais próxima a humanidade:
"A conversa que temos aqui juntos, você e eu, no círculo familiar, entre amigos, de manhã ou à noite, sobre qualquer assunto e por qualquer motivo, também pode ocorrer simultaneamente a qualquer distância com a vantagem da segurança, precisão, conveniência, economia, com simplesmente tudo!"
Entre outros elogios, Allix sugeriu que as mulheres poderiam usar o dispositivo em suas "correntes de cintura". Triat exigiu um segundo teste, mais rigoroso, com o qual Benoit concordou. Quando chegou a hora, porém, Benoit havia desaparecido. Posteriormente, ele foi visto vagando pelas ruas de Paris e morreu no início do ano de 1852. Décadas mais tarde, o astrônomo francês Camille Flammarion lembrou-se desses caracóis em suas Mémoires, dizendo "que divertiram enormemente Paris".

## Influência
Durante a revolta de 1871 na Comuna de Paris, a necessidade de enviar e receber mensagens seguras motivou um renascimento da ideia pelo Marquês Rochefort, presidente da comissão de barricadas. No entanto, ela provou ser tão pouco confiável quanto tinha sido originalmente.
Alphonse Allais em Ne nous frappons pas retrata Allix comunicando-se assim com um amigo na Irlanda, debaixo do nariz dos versalheses que sitiam Paris.
O dispositivo também serviu de inspiração para a série de mangá japonesa One Piece, que incluiu caracóis transponder que podiam ser acoplados a equipamentos eletrônicos e funcionavam como telefones, aparelhos de fax, e câmeras de vigilância. Junto com o artigo de Allix em La Presse, a história da bússola pasilalínica-simpática foi abordada no livro de 1889 Historic Oddities and Strange Events de Sabine Baring-Gould.